# Lipocrea
Genre
Lipocrea est un genre d'araignées aranéomorphes de la famille des Araneidae.

## Distribution
Les espèces de ce genre se rencontrent en Asie, en Europe du Sud et en Afrique.

## Liste des espèces
Selon World Spider Catalog (version 24.5, 17/08/2023) :
- Lipocrea diluta Thorell, 1887
- Lipocrea epeiroides (O. Pickard-Cambridge, 1872)
- Lipocrea fusiformis (Thorell, 1877)
- Lipocrea longissima (Simon, 1881)
- Lipocrea phosop (Tanikawa, Into & Petcharad, 2023)

## Systématique et taxinomie
Ce genre a été décrit par Thorell en 1878.

## Publication originale
- Thorell, 1878 : « Studi sui ragni Malesi e Papuani. II. Ragni di Amboina raccolti Prof. O. Beccari. » Annali del Museo Civico di Storia Naturale di Genova, vol. 13, p. 1-317 (texte intégral).